# Maladera taiwana
Maladera taiwana är en skalbaggsart som beskrevs av Shuhei Nomura 1974. Maladera taiwana ingår i släktet Maladera och familjen Melolonthidae. Inga underarter finns listade i Catalogue of Life.